# Адем Кастрати
Адем Кастрати (Горње Карачево, 15. јануар 1933 — Скопље, 24. септембар 2000) био је југословенски и македонски уметник и учитељ албанског порекла.

## Биографија
Студирао је на Педагошкој академији (Учитељска школа Висхата, Скопље) код Вангела Коџомана. 1968 придружио се Удружењу уметника СР Македоније (Друштво о радовању уметница Македонији, ДЛУМ). Створио је преко 800 дела и препознат је као светла и препознатљива фигура балканског сликарства . У 2005 и 2018 години Национална галерија Републике Македоније (данас Северна Македонија) организовала је изложбе уметникових дела. Тада започиње изузетно плодоносан стваралачки период, који ће трајати до краја његовог живота. Кастратијев уметнички рад у потпуности је повезан са темама из отаџбине. С једне стране живот пун патње као резултат сиромаштва и рата, али с друге стране идилични прикази отаџбине, запамћени из детињства, породичног живота и незаборавних боја и мириса, који ће у њему остати до краја живота . Кастрати је имао неколико самосталних изложби у Скопљу, Урошевцу, Приштини, Београду, Тирани, Гњилану, Паризу, Женеви, Минхену и другима. Такође је учествовао на неколико групних изложби: Љубљана, Загреб, Дубровник, Ниш, Палермо, Тирана, Париз, Арцхис (Данска) и други.